# Wizard Rock

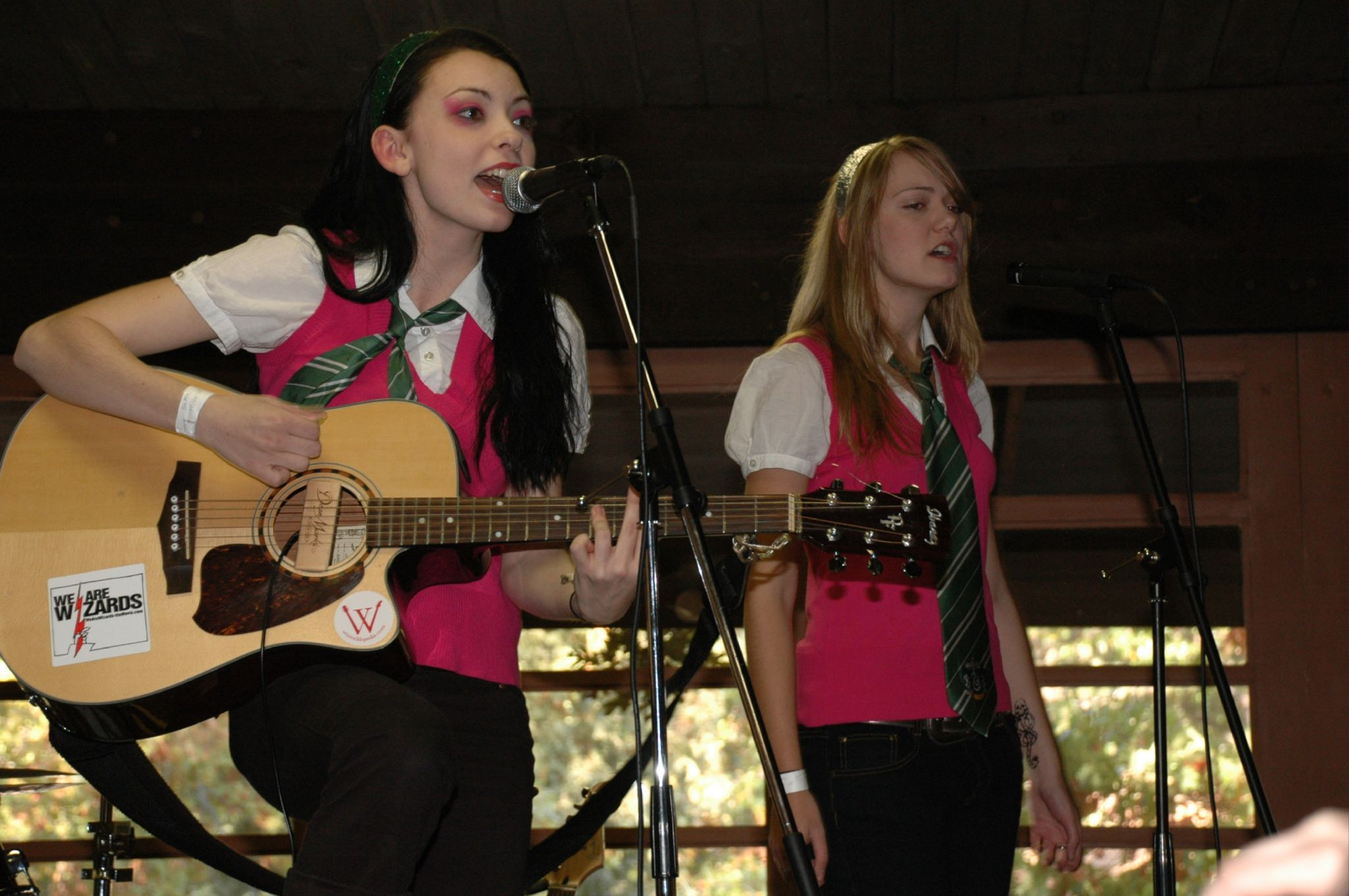
The Parselmouths bei der Wrockstock 2007 in typischen Harry-Potter-Kostümen

Wizard Rock (deutsch Zauberer-Rock), auch kurz Wrock ([rɒk]), ist ein themenbezogenes Untergenre der Rockmusik, das seinen Ursprung in der Welt der Harry-Potter-Romane von J.K. Rowling hat. Entstanden ist es ab dem Jahr 2002 in den Vereinigten Staaten. Genrebegründer und bekanntester Vertreter ist die US-amerikanische Band Harry and the Potters. Aus der Harry-Potter-Fanszene entwickelten sich seitdem viele weitere Musikgruppen und Solokünstler.

## Markenzeichen
Wizard-Rock-Lieder drehen sich in ihren Texten um die fiktionale Welt des Zauberschülers Harry Potter und verwandte Themen. Oftmals geht es um bestimmte Charaktere, aber auch Theorien, Meinungen, persönliche Erfahrungen mit den Büchern, Autorin J.K. Rowling oder die Harry-Potter-Welt im Allgemeinen. Bands mit dem Namen einer Figur im Titel schreiben ihre Songs häufig aus der Perspektive dieses Charakters, sodass verschiedene Bands häufig auch verschiedene Musikstile anwenden und unterschiedliche Grundhaltungen aus den Lyrics erkennbar sind. Genretypische Instrumente gibt es nicht, aber viele Künstler wenden Akustikgitarren an, verbreitet sind auch E-Gitarre, Bassgitarre, Schlagzeug und Keyboard oder Klavier. Sehr häufig tragen Künstler bei ihren Auftritten Harry-Potter-Kostüme wie Hogwarts-Uniformen und passen ihre Performances der fiktionalen Welt an. Die meisten Wizard-Rock-Bands bewegen sich ausschließlich in diesem Genre.
Wizard Rock hat viele Parallelen zur Filkmusik, manchmal wird es dieser auch zugerechnet.

## Geschichte
Als erstes Harry-Potter-bezogenes Lied gilt weithin Ode to Harry der US-amerikanischen Pop-Punkband Switchblade Kittens aus dem Jahr 2000, das aus der Perspektive von Ginny Weasley geschrieben ist. 2002 taten sich die beiden Brüder Joe und Paul DeGeorge in Massachusetts zur Band Harry and the Potters zusammen und begannen als erste Interpreten, ausschließlich Harry-Potter-Musik zu machen. Ab 2005 formten sich in den Vereinigten Staaten weitere Bands, nachdem die DeGeorges an Popularität gewonnen hatten.
Im April 2005 lud Matt Maggiacomo Harry and the Potters zu einer Harry-Potter-Show in seinem Apartment in Rhode Island ein. Dort spielte zum ersten Mal die Band Draco and the Malfoys, welche die Brüder Brian Ross und Bradley Mehlenbacher als Parodie auf Harry and the Potters gegründet hatten (in den Romanen ist Draco Malfoy Harry Potters Erzfeind). Außerdem gründete Maggiacamo selbst zu diesem Anlass die Band The Whomping Willows. Durch mehrere größere Konzerte und Veranstaltungen wurde das Genre immer populärer und es kamen weitere Künstler hinzu. 2008 erschien ein Dokumentarfilm über Wizard Rock mit dem Titel The Wizard Rockumentary, in dem verschiedene Bands und Fans interviewt wurden.
Harry and the Potters, Draco and the Malfoys und The Whomping Willows gehören immer noch zu den prominentesten Künstlern des Wizard Rock. Weitere nennenswerte Bands und Solokünstler sind The Remus Lupins, The Parselmouths, Ministry of Magic, RiddleTM, Tonks & the Aurors, Swish and Flick, The Mudbloods, The Moaning Myrtles, Gred and Forge, Justin Finch-Fletchley and the Sugar Quills oder auch Hank Green.

## Verbreitung
Obwohl das Vereinigte Königreich das Geburtsland von Harry Potter ist, stammen die meisten Künstler des Genres aus den USA. RiddleTM ist die bekannteste britische Wizard-Rock-Band, auch in Kanada gibt es mehrere Vertreter. Einzelne Interpreten kommen auch aus Belgien, Brasilien, Frankreich, den Niederlanden und Schweden.
Die Popularität von Wizard Rock erreichte ca. 2007–2010 ihren Höhepunkt, hält aber bis heute an. Die wichtigsten Veranstaltungen der Musikrichtung sind Fanconventions wie die jährliche LeakyCon, die größte Harry-Potter-Convention, und eigene Festivals. Das größte dieser Festivals war das drei- bis viertägige, jährlich von 2007 bis 2011 und 2013 im US-Bundesstaat Missouri ausgetragene Wrockstock, dessen Name an das berühmte Woodstock-Festival angelehnt war. Wrockstock wurde von der Non-Profit-Organisation Harry Potter Alliance ins Leben gerufen; aber auch Privatpersonen und Harry-Potter-Fansites wie Mugglenet.com oder der Leaky Cauldron organisieren Veranstaltungen oder lassen Wizard-Rock-Künstler bei ihren Events auftreten. Bis auf Harry and the Potters geben Wizard-Rock-Musikgruppen wegen der geringen Zuschauerzahlen selten eigene Konzerte. Zu einem „HatP“-Konzert zur Veröffentlichung des letzten Harry-Potter-Romans Harry Potter und die Heiligtümer des Todes kamen 2007 allerdings bis zu 20.000 Zuschauer.
Die Wizrocklopedia listet auf ihrer Website insgesamt 771 Wizard-Rock-Bands auf (Stand September 2017).